# Дойчин Боянов
Дойчин Венциславов Боянов е български алпинист.

## Биография
Роден е на 1 юни 1976 г. в София, Народна република България. През 1994 г. завършва 149-о средно училище „Иван Хаджийски“, през 2004 г. – Националната спортна академия, а през 2005 г. – магистратура „Спорт за високи постижения“. От 2006 г. е редовен докторант и асистент в катедра „Туризъм, алпинизъм и ориентиране“, като през 2012 г. защитава дисертация за о.н.с. „доктор“ в Националната спортна академия.
От 2007 до 2024 г. е член на Управителния съвет на Българската федерация по катерене и алпинизъм. Учредител е на спортен клуб „Вертикален свят“.
Боянов е член на Българския антарктически институт от 2015 г. Участник е в пет български антарктически експедици.

## Изкачени върхове и стени
- 1999 г. – Елбрус (5642 m), Русия
- 2001 г. – Дамаванд (5671 m), Иран[2]
- 2002 г. – Арарат (5137 m), Турция
- 2003 г. – Ленин (7134 m), Киргизстан
- 2004 г. – Еверест (8848 m), Китай (Тибет) – без кислород
- 2006 г. – Нанга Парбат (8125 m), Пакистан
- 2007 г. – Ел Капитан, The Nose, САЩ
- 2008 г. – Аконкагуа (6962 m), Аржентина, Мьонх (4107 m), Швейцария, Юнгфрау (4158 m), Швейцария, Монблан (4807 m), Франция – първо изкачване и Мармолада (Доломити), Don Quixote
- 2009 г. – Хидън Пик (8068 m), Пакистан, и Монблан (4807 m), Франция – второ изкачване
- 2010 г. – Гросглокнер (3798 m), Австрия
- 2012 г. – Премиерни изкачвания на върховете Левски (5733 m) и Сивата кула (5433 m) в Каракорум.
- 2014 г. – Денали (6194 m), САЩ
- 2015 г. – Голям Иглен връх – остров Ливингстън, Антарктика – първо изкачване и Пиц Бадиле, североизточна стена, Via Cassin
- 2016 г. – Алпамайо (5947 m), Перу
- 2016/2017 г. – Свети Борис, Симеон, Академия – Ливингстън, Антарктика – първи изкачвания
- 2019 г. – Найсер Брак (5230 m), Каракорум, Пакистан

Други експедиции:
- през 2001 г. на Броуд пик (8047 m) в Пакистан достига до 7300 m;
- през 2005 г. на K2 (8611 m) в Пакистан достига до 8150 m;
- през 2006 г. при първата си експедиция на Хидън Пик (8068 m) в Пакистан достига до 6500 m.

## Състезания[1]
- 2009 г. – Държавно първенство по алпинизъм – „Зимно“ – 1-во място
- 2010 г.
  - Държавно първенство по ледено катерене – „Скорост“ – 3-то място
  - Държавно първенство по алпинизъм – „Зимно“, 1-во място, „Лятно“, 1-во място
- 2016 г. – Държавно първенство по ледено катерене – „Скорост“ – 2-ро място
- 2017 г. – Републикански шампион по алпинизъм